# Thaddäus Mayer

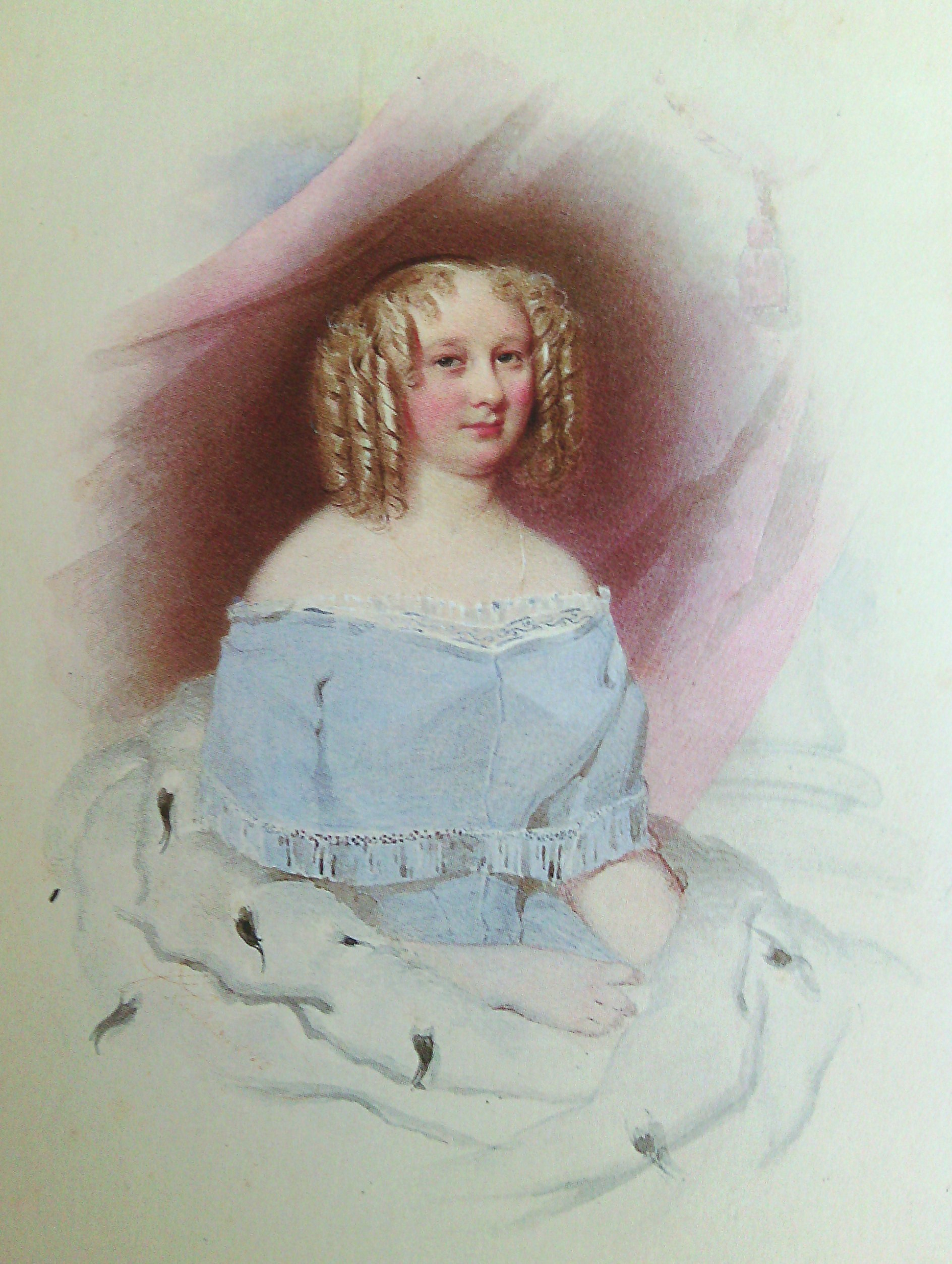
Sophia Radzivil

Thaddäus Mayer (tschechisch Tadeáš Mayer, * 20. Oktober 1812 in Kaceřov bei Pilsen; † 1856 in Frankfurt am Main) war ein tschechisch-österreichischer Miniatur- und Porträtmaler sowie Lithograf.
Thaddäus Mayer erhielt den ersten Malunterricht bei seinem Vater, dem Schulleiter in Kaceřov. Danach besuchte er das Gymnasium in Pilsen. Nach dem Abitur 1832 erteilte er den Zeichenunterricht den Kindern des Grafen Prokop Lažanský.
Mit Empfehlungen des Grafen begab sich Mayer nach Wien, wo er dank dem Stipendium des Kaisers von 200 fl. sechs Jahre lang an der Akademie der bildenden Künste Wien studierte.
Seine im Jahre 1836 auf der Ausstellung bei St. Annahof (Wien) ausgestellten Bildnisse brachten ihm Erfolg. Er wurde von Moritz Daffinger beeinflusst.
Im Jahre 1838 begab er sich nach Prag, wo er sich bleibend niederließ. Seit 1843 beschäftigte sich Mayer auch mit der Lithografie und eröffnete in Prag eine Galerie der Schauspieler.
Empfohlen vom Erzherzog Stephan von Österreich wurde Mayer von der Großfürstin Marija Nikolajewna Romanowa (1819–1876) nach Stettin berufen und begab sich von dort mit ihrem Gefolge nach St. Petersburg. 1852 kam er nach Prag zurück. Später übersiedelte er nach Frankfurt am Main.